# Cerkev svetega Tomaža Villanovskega, Castel Gandolfo
Papeška župnijska cerkev sv. Tomaža Villanova je glavna mestna katoliška cerkev v Castel Gandolfo, v pokrajini Rim. V župnijo sodi še cerkev Naše gospe z jezera.
Zasnoval jo je Gian Lorenzo Bernini, po naročilu papeža Aleksandra VII.. Svoj pomen dolguje bližnjemu kompleksu papeških vil v Castel Gandolfu. 
Cerkev se nahaja v eksteritorialnem področju, enako kot sosednja območja papeške palače in sosednjih vil. 

## Zgodovina
Papež Aleksander VII. Chigi je naročil Gian Lorenzu Berniniju zgraditi cerkev v Castel Gandolfu, ki se bo uporabljala kot kapela priložena papeški palači. Prvotno je bil tukaj kraj čaščenja posvečen sv. Nikolaju, vendar se je papež kasneje odločil, in jo posvetil Tomažu Villanovi, kanoniziranemu 1. novembra 1658. 
Delo se je začelo leta 1658 in je trajalo tri leta, do leta 1661, ko je bila izvedena tudi notranja oprema v štukaturi Antonia Raggija, nakar je bila cerkev posvečena.

## Opis

### Arhitektura
Model, ki ga je Bernini uporabil, je tipična cerkev šestnajstega stoletja z grškim križem v tlorisu in baročno modificirana. Referenčna cerkev je v resnici Santa Maria delle Carceri iz Prata, zgrajena leta 1485, delo Giuliano da Sangallo, tukaj je vse harmonično in kanon v skladu s shemo renesanse Brunelleschija in Albertija. Bernini je namesto vertikal, energiziral celotno stavbo, ki ji daje močan zagon in skrajno dinamičnost. Ta zagon je dejansko jasno viden na zunanji strani fasade, v kupoli in laterni. Druga zanimiva prevara, ki jo je uporabil Bernini za izdelavo bolj dinamične strukture, so vključeni pilastri, ki stojijo na stiku transepta z glavno ladjo.

### Zgradba
Izven kolegijskih daril, na pročeljih in straneh, neprekinjeno venec, ki jih razdeli v dve prekrivajočih naročil, tako okrašena s toskanskimi pilastri. Fasada s pogledom na trg, pri dnu v sredini enotni portal, na katerem je timpanon; v višjem delu je pravokotno okno. Prednji del ima trikotno atiko, v kateri se nahaja grb Alexandra VII. Na hrbtni strani je zvonik z železom, s tremi zvonovi. 
Notranjost cerkve je v obliki grškega križa, s transeptom, na stičišču pa je sodast obok, ki imajo širino in višini dvakratnik dolžine. Nad križanjem je kupols z bobnom in laterno, okrašena z osmimi krogi okrašenimi s štukom s prizori iz življenja sv. Tomaža Villanova; v trikotnih stikih s stebri so štirje evangelisti. V vsakem od obeh vej prečne ladje je marmorni oltar; na levi strani posvečeni Mariji vnebovzeti, medtem ko je desni posvečen sv. Thomažu Villanova. V apsidi je glavni oltar s podobo Križanje Pietra da Cortona.

### Orgle
Orgle v cerkvi je zgradil Ruffatti v drugi polovici dvajsetega stoletja in se nahajajo v dveh prostorih na obeh straneh apside, od katerih se vsaka odpira v cerkev s korom. 